# メンジンスキー (国境警備艦)
メンジンスキー(メンジーンスキイ；ロシア語:Менжинскийミンジーンスキイ)は、ソ連で建造された国境警備艦(Пограничный сторожевой корабль)である。艦の規模から、しばしばフリゲートに分類される。艦名は、統合国家政治局(OGPU)長官であったヴャチェスラフ・メンジンスキーに因む。ソビエト連邦の崩壊後もロシア連邦で運用が継続された。

## 概要

### 来歴
メンジンスキーは、1135/M号計画「ブレヴェースニク」型フリゲートをもとに設計された11351号計画「ネレーイ」型国境警備艦の1 番艦として計画された。この新型警備艦は極東方面へ集中配備することが予定され、メンジンスキーも1980年1月24日付けでソ連国家保安委員会(KGB)国境軍海上部への配属が決定された。1981年8月14日にはケルチのB・Ye・ブートマ記念ザリーフ造船所第201工場で起工、1982年12月31日に進水し、1983年12月29日には竣工した。
1984年9月6日にはセヴァストーポリを出航、アフリカ大陸沿岸を一周してソ連の極東岸を目指した。ポートサイド、アデン、カムラン湾、ヴラジヴォストークを経由し、10月22日にはナホトカで実働状態に入った。国境や200海里排他的経済水域の警備をその任務とし、場合によっては国境を侵した潜水艦の撃滅や航行船舶の護衛、上陸部隊の安全の確保を行うものとされた。特に、日本海や千島列島(クリル列島)における漁船の違法操業の取締りが目下の主要任務となった。
1991年8月24日にソ連が崩壊すると、メンジンスキーは他の艦艇とともにロシア連邦の海上国境警備隊に引き継がれた。しかし、国の経済の悪化からその活動はあまり積極なものとはなり得ず、メンテナンスを受けられないままナホトカ港に繋留放置された。結局、メンジンスキーは2000年には退役し、2001年末には解体された。艦長は2等佐官S・P・ドゥランジンであった。

### 要綱
メンジーンスキイは、従来の警備艦艇に比べ強力且つ高性能の設備を有した大型艇であった。一説には、メンジンスキーをはじめとする11351型各艇は「世界最強の国境警備艦艇」とも呼ばれた。
その武装としては、短射程艦対空ミサイル・コンプレックスや100 mm両用砲、30 mm多砲身機関砲(近接防禦火器システム)を装備した。レーダーとしては、従来型のレーダーMR-310U「アンガラー」、対空捜索レーダーとしてMR-212/201「ヴァイガーチU」、「ヴォールガ」、「キヴァーチ」、火器管制レーダーとして対空火器管制用のMPZ-301「バーザ」、主砲管制用のMR-114「バールス」、近接防禦火器システム用のMP-123「ヴィーンペル」電子戦装備としてMP-401S「スタールトS」やPK-16を搭載した。水中音響探知システムとしては、新しいMGK-335S「プラーチナS」と可変追跡装置MGK-345「ブローンザ」、水中通信システムMG-26およびMGS-407Kが搭載された。この他、航法機械、各種データー処理機器及び指揮・通信設備、電子戦用設備を搭載していた。また、後甲板にはKa-27などのヘリコプターを搭載するための飛行甲板と格納庫が備えていた。
ガスタービン動力のエンジンは、30 kn以上の速力と、速力14 knにおける4000 浬の航続力とを保障していた。また、外部からの補給なしに30日間行動を続けることが可能であるとされた。